# Marols
Marols ist eine französische Gemeinde mit 460 Einwohnern (Stand: 1. Januar 2022) im Département Loire in der Region Auvergne-Rhône-Alpes. Sie gehört zum Arrondissement Montbrison und zum Gemeindeverband Loire Forez Agglomération. Die Einwohner werden Marolais und Marolaises genannt.

## Geografie
Marols liegt etwa 26 Kilometer westnordwestlich von Saint-Étienne im Forez. Umgeben wird Marols von den Nachbargemeinden Saint-Jean-Soleymieux im Norden, Chenereilles im Osten, Luriecq im Süden und Südosten, Estivareilles im Süden und Südwesten, Montarcher im Südwesten sowie La Chapelle-en-Lafaye im Westen.

## Bevölkerungsentwicklung
| Jahr                       | 1962 | 1968 | 1975 | 1982 | 1990 | 1999 | 2006 | 2017 |
| -------------------------- | ---- | ---- | ---- | ---- | ---- | ---- | ---- | ---- |
| Einwohner                  | 404  | 344  | 295  | 285  | 310  | 331  | 369  | 416  |
| Quellen: Cassini und INSEE |      |      |      |      |      |      |      |      |

## Sehenswürdigkeiten
- Kirche Saint-Pierre aus dem 12. Jahrhundert, seit 1911 als Monument historique klassifiziert mit Ausnahme des modernen Stockwerks auf der Spitze des westlichen Glockenturms
- Kapelle Saint-Roch aus dem 17. Jahrhundert
- Ortsbefestigung aus der Zeit um das 15. Jahrhundert
- Stadttor hinter der Apsis der Kirche aus der zweiten Hälfte des 13. Jahrhunderts, seit 1941 als Monument historique eingeschrieben
- Wohnhaus Coste aus dem 13. Jahrhundert, Scharwachtturm an Gebäudeecke seit 1939 als Monument historique eingeschrieben

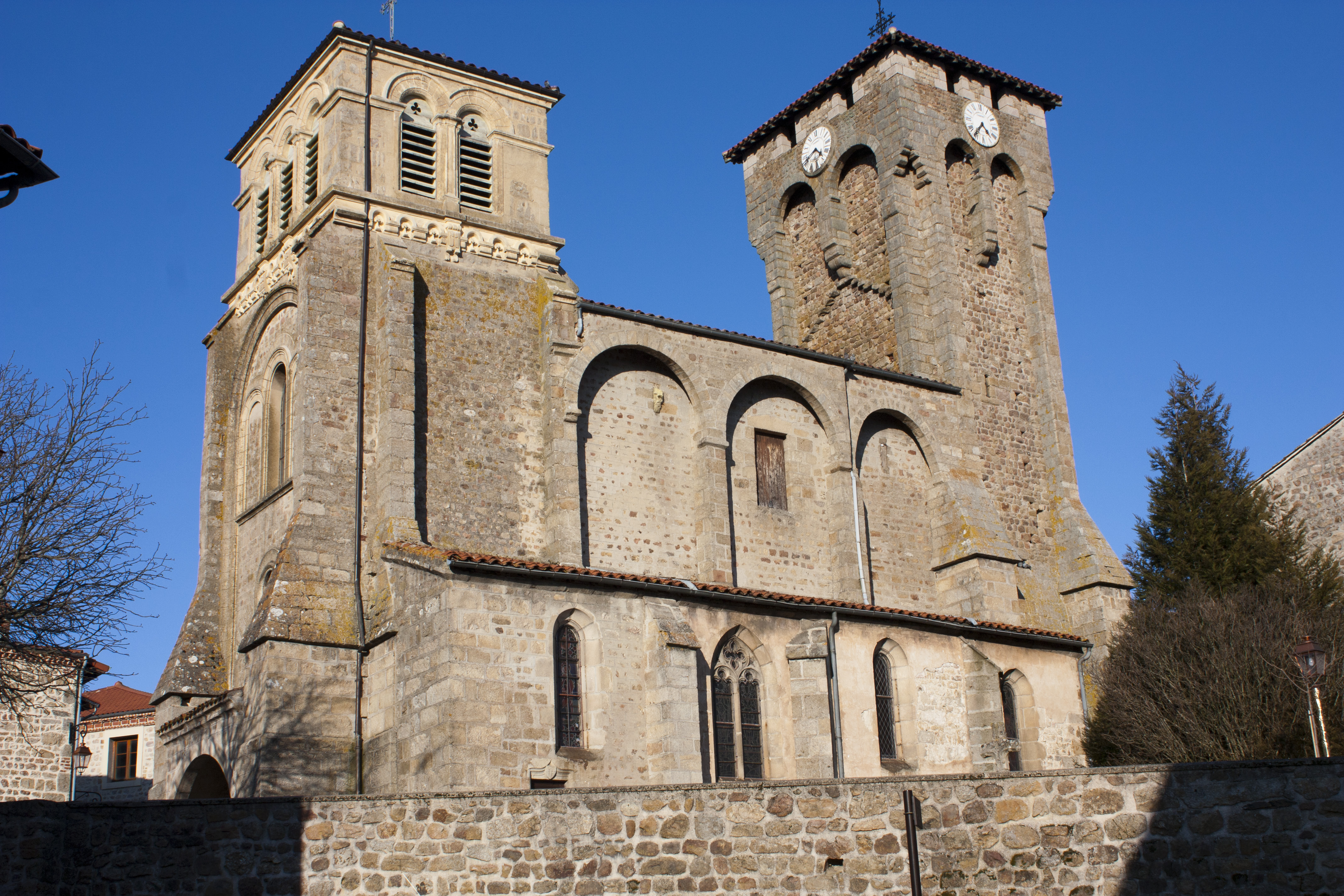
Kirche Saint-Pierre
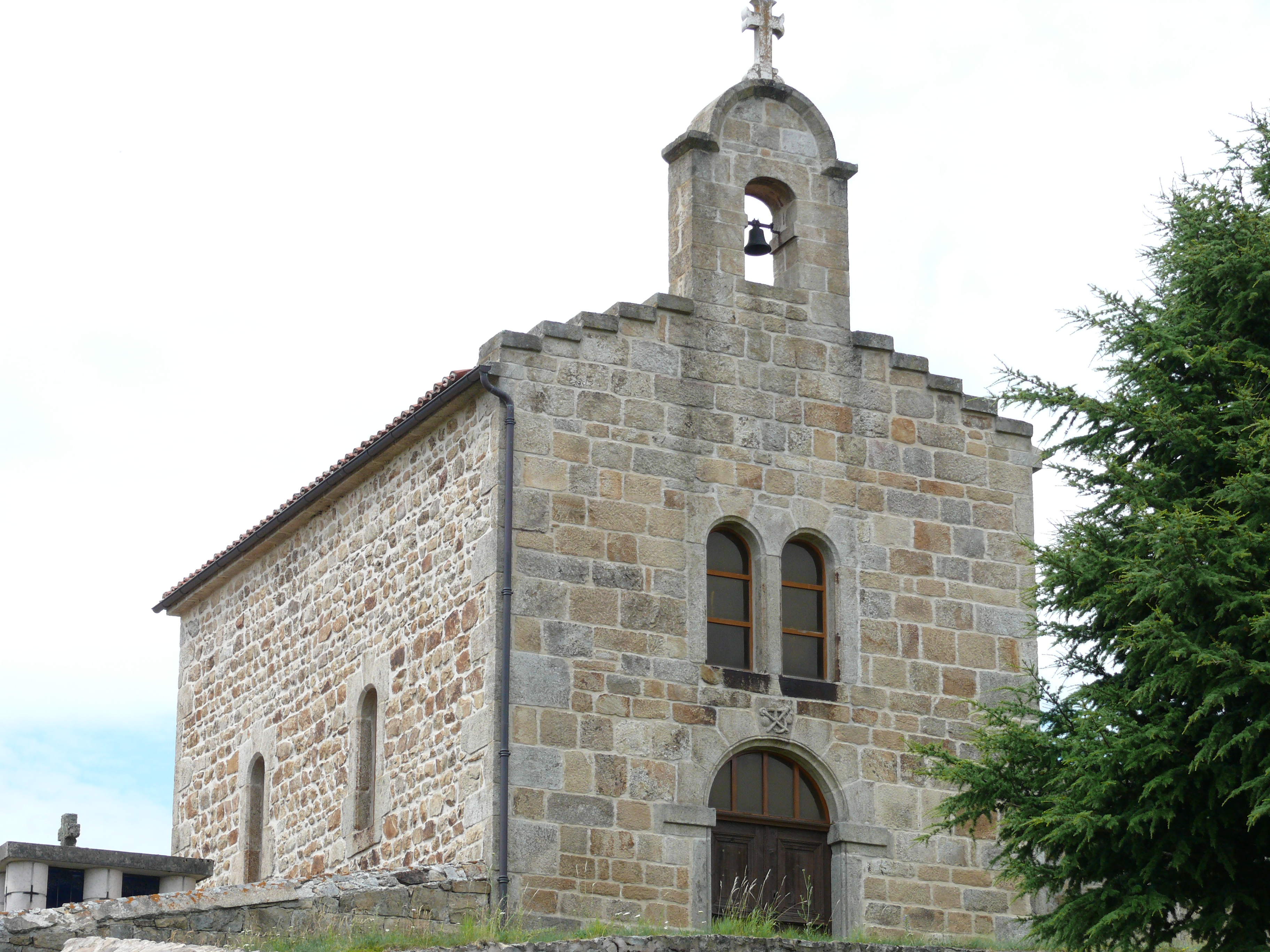
Kapelle Saint-Roch
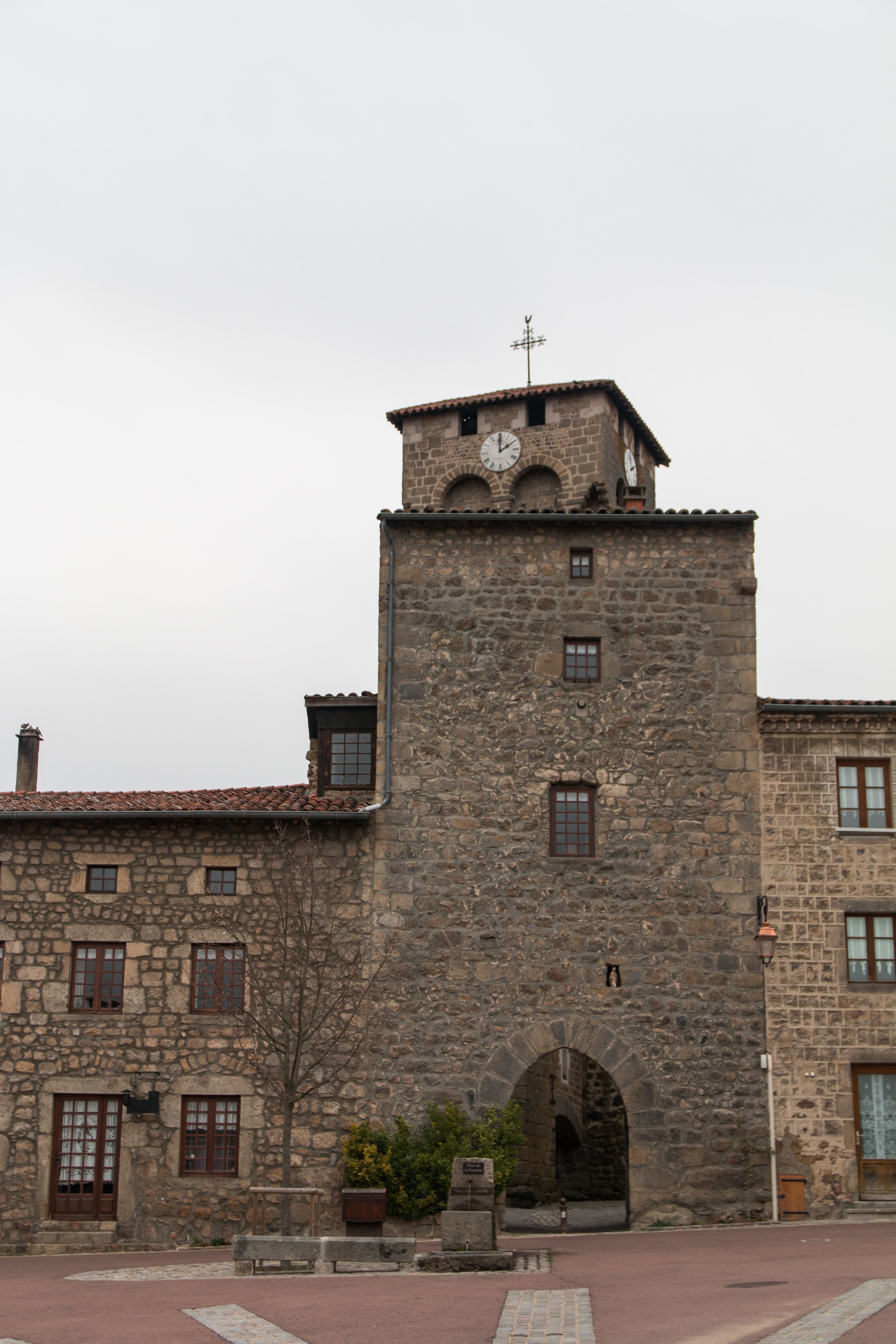
Stadttor als Teil der früheren Ortsbefestigung
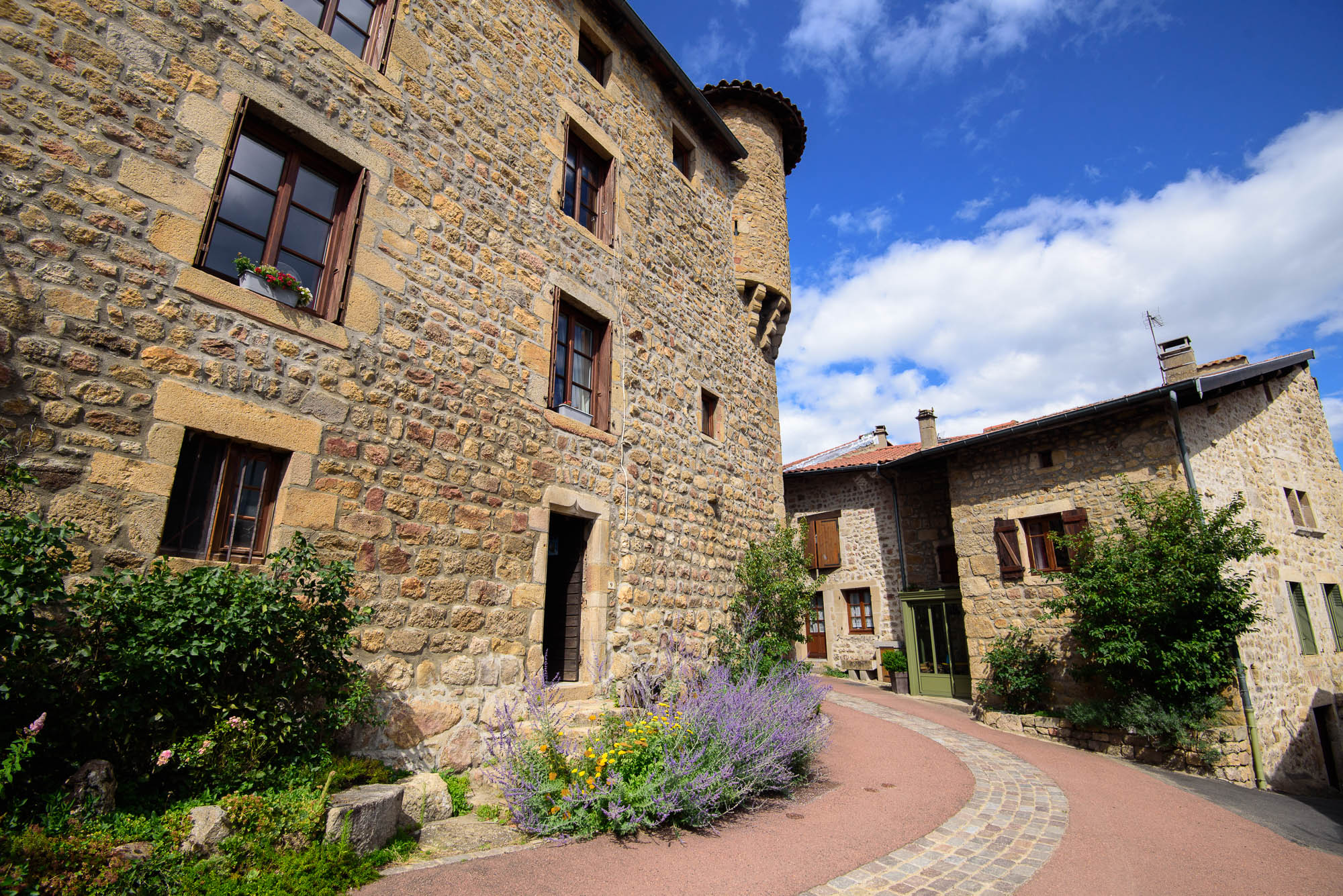
Wohnhaus Coste mit Scharwachtturm